# Buriti Alegre
Buriti Alegre es un municipio brasileño del interior del estado de Goiás, Región Centro-Oeste del país. Su población, estimada en 2015 por el Instituto Brasileño de Geografía y Estadística (IBGE), era de 9 431 habitantes.
El municipio limita con Goiatuba, Panamá, Morrinhos e Itumbiara.